# Lago di Santa Colomba
Lago di Santa Colomba este o arie protejată (arie specială de conservare — SAC, sit de importanță comunitară — SCI) din Italia întinsă pe o suprafață de 5,74 ha, integral pe uscat.

## Localizare
Centrul sitului Lago di Santa Colomba este situat la coordonatele 46°07′33″N 11°10′57″E / 46.125833°N 11.1825°E.

## Înființare
Situl Lago di Santa Colomba a fost declarat sit de importanță comunitară în iunie 1995 pentru a proteja 10 specii de animale. Situl a fost protejat și ca arie specială de conservare în martie 2014.

## Biodiversitate
Situată în ecoregiunea alpină, aria protejată conține 6 habitate naturale: Lacuri eutrofice naturale cu vegetație de tip Magnopotamion sau Hydrocharition, Lacuri și iazuri distrofice naturale, Mlaștini turboase de tranziție și turbării mișcătoare, Liziere de ierburi înalte hidrofile de câmpie și de nivel montan până la alpin, Mlaștini împădurite, Mlaștini calcaroase cu Cladium mariscus și specii de Caricion davallianae.
La baza desemnării sitului se află mai multe specii protejate:
- păsări (8): uliu porumbar (Accipiter gentilis), uliu păsărar (Accipiter nisus), fâsă de pădure (Anthus trivialis), cocoșul de mesteacăn (Bonasa bonasia), caprimulg (Caprimulgus europaeus), ciocănitoare neagră (Dryocopus martius), sfrâncioc roșiatic (Lanius collurio), viespar (Pernis apivorus)
- nevertebrate (1): Austropotamobius pallipes
- pești (1): Chondrostoma soetta

Pe lângă speciile protejate, pe teritoriul sitului au mai fost identificate 12 specii de plante, 5 specii de amfibieni, 8 specii de mamifere, 1 specie de nevertebrate, 5 specii de pești, 1 specie de reptile.